# ハンガリー王国 (1920年-1946年)

ハンガリー王国
Magyar Királyság (ハンガリー語)

国の標語: Regnum Mariae Patrona Hungariae（ラテン語）
マリアの王国、ハンガリーの保護者国歌: Himnusz（ハンガリー語）
賛称

ハンガリー王国の位置（1942年）

ハンガリー王国（ハンガリーおうこく、ハンガリー語: Magyar Királyság）は、中央ヨーロッパのハンガリーを中心とする地域に、第一次世界大戦直後から第二次世界大戦直後まで存在した「王国」である。ただし、国王は終始空位であり、1919年のハンガリー革命で成立したハンガリー・ソビエト共和国を打倒したホルティ・ミクローシュが1944年まで摂政として統治した。
枢軸国として第二次世界大戦に参戦したが、大戦末期に矢十字党のクーデターが発生し、ナチス・ドイツの傀儡政権となった（国民統一政府）。矢十字党の政府はソ連軍によって崩壊したが、王国は形式上1946年のハンガリー第二共和国の成立まで存在した。首都はブダペスト。

## 政体
1918年以前のハンガリー王国はオーストリア＝ハンガリー二重帝国の構成国の一つであり、ハプスブルク家（ハプスブルク＝ロートリンゲン家）の君主がオーストリア皇帝と同時にハンガリー王に即位し、ハンガリー政府を統治する構造であった。
長い伝統を持つハンガリー王国は、聖イシュトヴァーンの王冠の地と呼ばれる地域の統治権を理念上保有していた。第一次世界大戦後の混乱によりスロバキア、トランシルヴァニアなどを占領されたハンガリーは、失った領土の統治権を主張するためにも「ハンガリー王国」の名を掲げる必要があった。
しかしハプスブルク家の人物をハンガリー王として戴くことは、国内にも反発が強かった上に、ハプスブルク帝国の復活を怖れる協商国や周辺国の反発を招いた。このため、国王が不在のまま「王国」という形態を取り、議会によって指名された摂政が統治するという政体となった。

## 歴史

### ハンガリー革命戦争
オーストリア＝ハンガリー二重帝国は第一次世界大戦で敗れ、ハプスブルク家の権威は失墜した。アスター革命後、1918年11月16日にハンガリー初の共和制国家であるハンガリー民主共和国は二重帝国からの独立を宣言した。しかし、その直後から北部ハンガリー（スロバキア、カルパティア・ルテニア）をチェコスロバキア軍が、トランシルヴァニアをルーマニア王国が占拠していた。社会民主党系の大統領カーロイ・ミハーイは不安定な国内でハンガリー共産党の伸長を押さえきれず、一時は連立を組んだものの、1919年3月にはクン・ベーラらがハンガリー革命を起こし、ハンガリー・ソビエト共和国を成立させた。
クンのソビエト政府は国内で赤色テロ (en) を起こし、さらにスロバキアの回復を目指してチェコスロバキアに攻撃をしかけた（チェコスロバキア・ハンガリー戦争）。このため保守的なハンガリー人、フランスやルーマニアといった周辺国の支持も失った。4月にはルーマニアがハンガリーに侵入し、ハンガリー・ルーマニア戦争が発生した。
6月、二重帝国海軍総司令官であったホルティ・ミクローシュがハンガリー国民軍を率いて全土で蜂起した。8月にはルーマニア軍がブダペストを占拠してハンガリー・ソビエト政府が崩壊し、ハンガリー共和国が樹立された。

### 王国成立

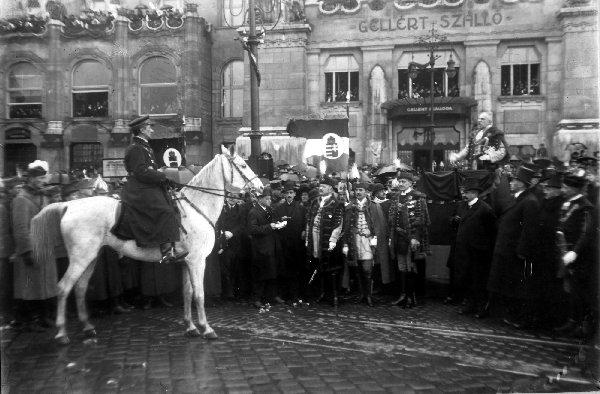
騎乗するホルティ・ミクローシュ（1919年10月16日）

ブダペストに入城した国民軍は、臨時政府に代わる正式政府の準備を行った。しかし国民軍が「我らが王」（Homo Regius）として擁立したオーストリア大公ヨーゼフ・アウグストはハプスブルク家の一員であったため、協商国やルーマニアの了解を得られなかった。
10月23日、ヨーゼフ・アウグスト大公は暫定的な王位を放棄した。退位後、極めて短期間、「共和国議会」よりフリードリヒ・イシュトヴァーン、次いでフサール・カーロイが「共和国大統領」として選出され、ハンガリーを統治した。しかし、第一次大戦の敗戦や帝国の解体および領土の喪失が我慢ならない国内の反動主義者、愛国者たちは聖イシュトヴァーンの王冠の地の栄光を取り戻す社会運動を開始、中世の中欧に栄えたハンガリー王国に倣い、王国の復興を標榜した、いわゆる「ハンガリーの誇り」を保守的な新聞を通じてハンガリー国民に盛んに宣伝した。この愛国運動が全国民的な社会変革運動へ発展し、国内世論の大多数が共和制から国王を擁した立憲君主主義体制を求めるようになった。そして、ヨーゼフ・アウグスト大公が暫定的な王位を返上してわずか数か月後、1920年1月に行われた議会選挙と2月の国民投票を経て、共和制から立憲王制への移行が決定された。

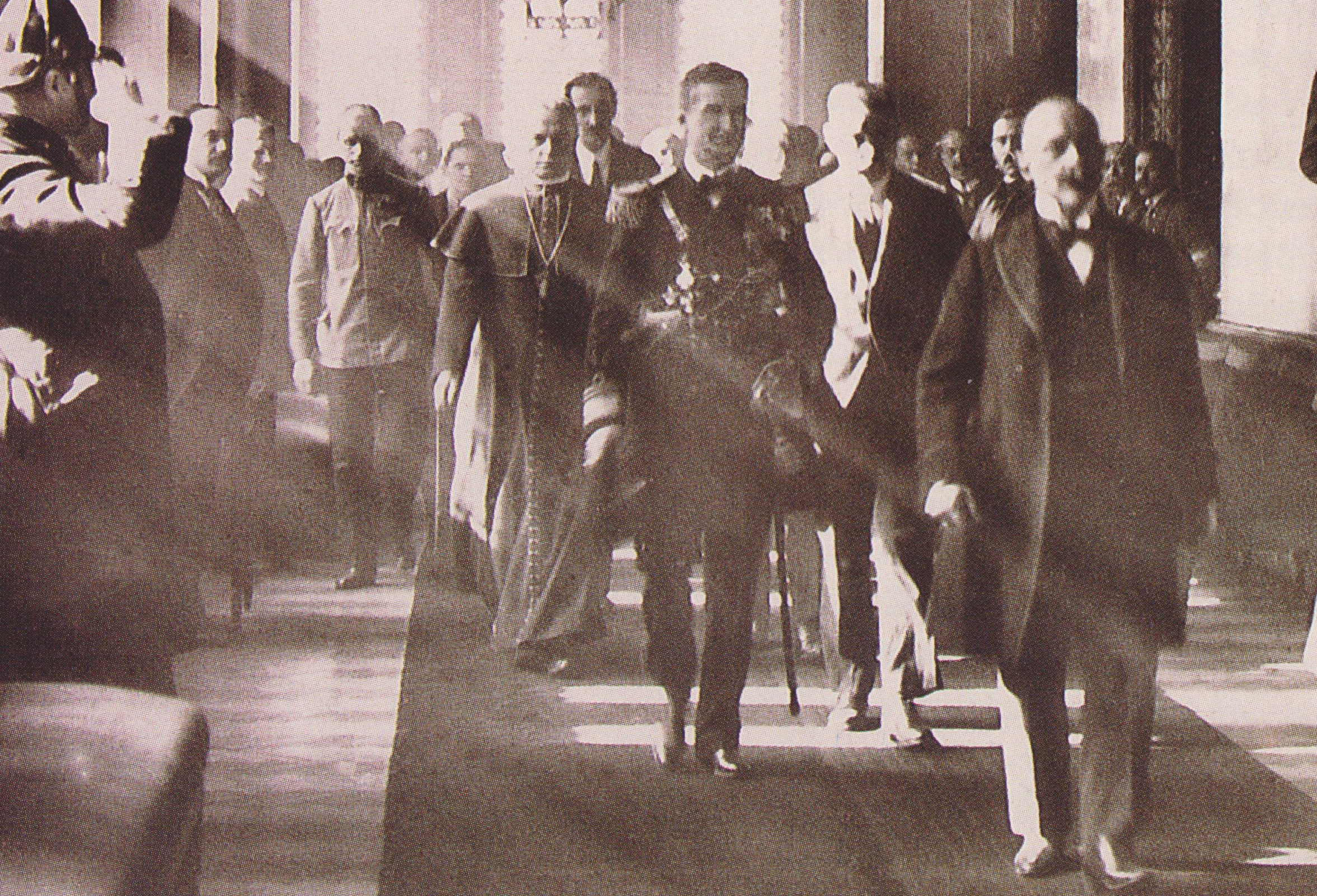
ハンガリー王国摂政に就任するホルティ・ミクローシュ（1920年3月1日）

1920年3月1日、「共和国議会」から改称した「ハンガリー国民議会」は、第一次世界大戦の敗戦により事実上瓦解していた（チェック人・スロバキア人を始めとする各民族の「民族自決」による独立）オーストリア＝ハンガリー二重帝国を再統合し、帝国を再建すべく、その第一歩として、「ハンガリー王国」の成立を宣言した（元々ハンガリー人は帝国の中核をなす民族としての自負が高く、事実ハンガリー人貴族の方がドイツ人貴族より多かった）。
しかし、ハプスブルク家出身者の国王推戴は戦勝国側である協商国に断固否定され、ハンガリーは国王不在を余儀なくされた。この状況を打開すべく、国民議会は事実上の国家元首として、ホルティ・ミクローシュを「ハンガリー王国摂政」に選出した（国民議会定数138票中、賛成131票獲得、5票欠席、2票途中退席）。この選出は表向きには協商国に対する安全保障、つまりオーストリア第一共和国を追われたハプスブルク＝ロートリンゲン家の皇帝カール1世（カーロイ4世）を国王に復位させないことを条件とした選出であったが、実際にはカール1世を戴いてオーストリア＝ハンガリー帝国の再興を目指す皇帝派と、ハンガリー王国として喪失した領土の回復を目論む民族主義者との妥協の産物と言えるものであった。
ホルティは当初、「私は一介の軍人に過ぎない。大公殿下とハンガリー国民に忠誠は誓うが、政治は門外漢だ」と固辞していたが、ヨーゼフ・アウグストが直々にホルティの元を訪れ、摂政への就任を要請し、ホルティは摂政就任を受諾せざるを得ない状況へ追い込まれた。ホルティは国王不在のまま、摂政として、長い大戦とそれに続く混乱・内戦で疲弊した国内経済の立て直しに着手した。国民議会は政党の区別なく、全面的にホルティの政策を支持し、議会制に基づく緩やかな独裁体制が確立した。

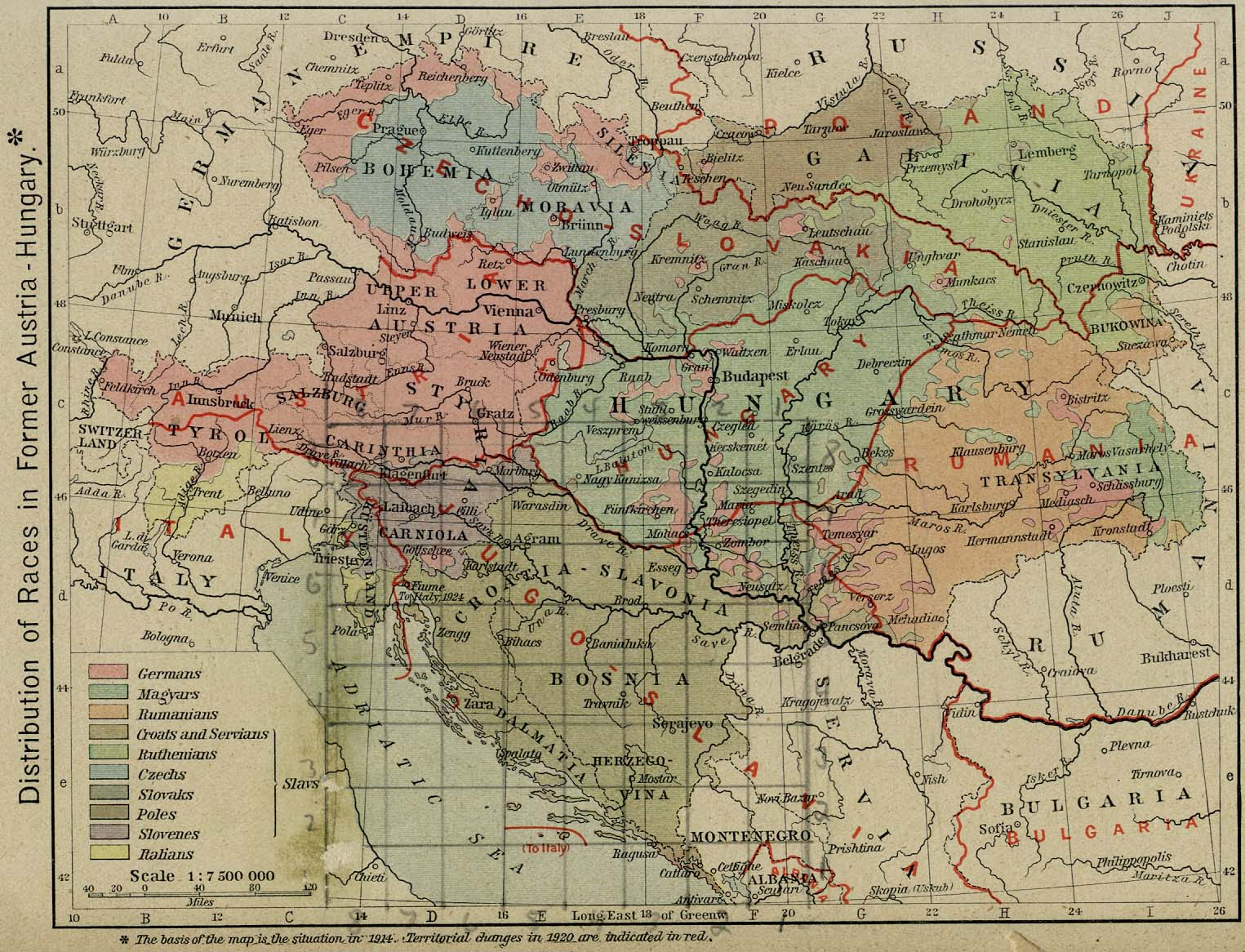
トリアノン条約で分割されたハンガリーと、各地方の人口民族構成。濃い緑がハンガリーの失地

1920年6月4日にトリアノン条約が成立、ハンガリーの領土は著しく削減された。北部ハンガリー、トランシルヴァニア、ヴォイヴォディナなど、伝統的な国土の大半を正式に失った。このため、ハンガリー国内には不満が鬱積し、右派・愛国者を中心に失地回復運動が隆盛することとなる。

### ホルティの統治

#### カール1世の復帰運動
1921年3月26日、オーストリア＝ハンガリー二重帝国の最後の皇帝であったカール1世はフランスの密かな支援の下、ホルティの休暇という間隙を縫ってハンガリーに帰国し、二重帝国復活のためホルティに対してオーストリアへの侵攻とハンガリー国王カーロイ4世としての即位を要求した。ホルティは当初これを受け入れようとしたが、帝国の復活を目論みオーストリアへの侵攻を画策するカール1世を、協商国との係争化を懸念した国民議会が拒絶。3月27日、ホルティ自身はハプスブルク家への忠誠を誓っていたが、オーストリアへの侵攻は国力的にも国際的にも無理であることを承知しており、オーストリアを諦めるならカール1世を国王として国民議会へ推挙する用意があることをカール1世へ伝え、この返答に約1か月の猶予を与えた。ホルティはこの猶予期間中に「カールがウィーンに進撃するか、スイスに戻るか」と判断していたが、カールは「オーストリア進撃に関係なく、ホルティが自分の復位に動く」と予想していた。
3月28日、ハプスブルク家の復活を嫌った周辺諸国が反発した。小協商を組むチェコスロバキアとユーゴスラビア王国が「カールの即位は開戦理由となる」と警告。国民議会も「ホルティ摂政による国内統治の継続」と「カール1世の逮捕」を求める決議を満場一致で可決した。ホルティはハプスブルク家（カール1世）と国民議会（ハンガリー国民）との板挟みとなったが、カール1世のオーストリア侵攻計画の件もあり、ホルティが最終的に国民議会の意向に従ったため、すべての取引は公的に拒否され、カールは4月6日にスイスに戻らざるを得なかった（3月危機）。
カールは復位を諦めず、列強やハンガリー国民が復位を支持すると考えていた。しかし、ハンガリー国民の大半は冷淡であり、この間に支持する動きを見せなかった。この騒動で疲れ切ったテレキ・パール首相は4月14日に辞職し、ベトレン・イシュトヴァーンが首相に就任した。ベトレンはその後10年にわたって首相を務めることになる。
6月、ハプスブルク家に忠誠を誓う「正統主義者」が王党派（皇帝派）と共に、ホルティに対しカール1世の即位を要求し、ホルティの政権を言論で攻撃した。親王党派のホルティは国民議会にカール1世の即位を働きかけるが、国民議会はこれを拒絶した。正統主義者、王党派とホルティの間で幾つかの会合が持たれたが、最終的に決裂した。
10月21日、カール1世とその妻ツィタが正統主義者、王党派（皇帝派）に擁されてハンガリーへ入国、カール1世を支持する一部のハンガリー王国軍が合流し、内戦の危機に陥る。ハンガリー国民軍が発展的に改編されたハンガリー王国軍はおおむねホルティに忠誠を誓っており、ホルティ自身はカール1世へ権力の移譲と摂政の退任を希望していたが、近隣国との摩擦、特にオーストリアを巻き込んだ即位は時期尚早との見解だった。この間、チェコスロバキアやユーゴスラビアは実力をもってカール1世の即位を阻止すべく、国境地帯へ軍を集結させるなどの圧力をかけたため、ホルティ摂政は10月24日、事態を収拾すべく、カール1世夫妻の逮捕を命じた。カール1世も内戦は意図しておらず、ホルティの決断に従った。
10月29日、カール1世が逮捕されたにもかかわらず、チェコスロバキアやユーゴスラビアは国境付近から撤兵せず、チェコスロバキア外相エドヴァルド・ベネシュは「将来にわたりハプスブルク家の完全なる廃位が確約されなければハンガリーへ侵攻する」と最後通牒を行った。ホルティはこれに激怒し、ハンガリー王国軍の動員を計画したが、イギリス大使ホーラーによって制止された。
11月、国民議会が1713年に公布された国事詔書の効力を無効とする法案を可決した。カール1世の王位継承権を明白に否定したことで、ホルティ自身、皮肉にもハプスブルク家による立憲王政への回帰を諦めざるを得ない状況となった。このため、カールは復位を断念してポルトガルのマデイラ島に亡命し、この危機を乗り越えたホルティの政権は安定した。

#### ゲンベシュ政権

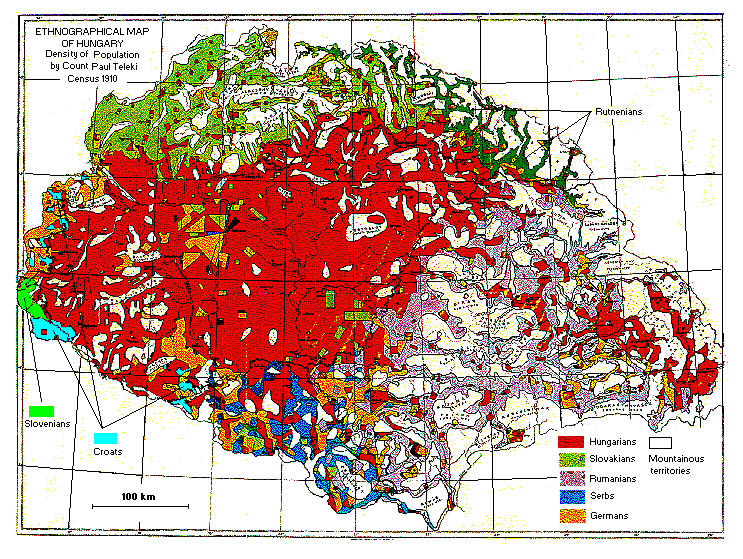
地理学者であり、王国の首相にも就任したテレキ・パールが1910年に作成した民族分布図。赤がマジャール人の居住地であり、ハンガリー王国の境界外にも多く存在している

ハンガリーの民族主義者にとって、トリアノン条約で奪われた領土の奪還は悲願であり、目標であった。このためハンガリーではゲンベシュ・ジュラを代表とする人種防衛党のようなファシストが台頭し、政権を動かすようになった。ハンガリーは未回収のイタリア問題を唱えるイタリア王国と対ユーゴスラビア関係では利害が一致していた。また、1933年にドイツで成立したナチス政権も第一次世界大戦以前の領土を回復することを狙っており、特に対チェコスロバキアで利害が一致していた。
1927年4月5日、ハンガリーはイタリアと友好条約を結び、連携を深めた。1932年に首相に就任したゲンベシュは、ドイツ・イタリア・ハンガリー3国同盟を目指し、当時オーストリア問題を巡って衝突していたドイツとイタリアの関係を改善させた。これは後のベルリン・ローマ枢軸を生み出す元となった。

#### 反ユダヤ風潮の高まり
人種防衛党といった右派政党は早くからユダヤ人の排斥を唱えていた。しかし人種防衛党から首相となったゲンベシュも特に反ユダヤ政策を取ることはなかった。しかしゲンベシュの死後に首相となったダラーニ・カールマーンの権力基盤は弱く、台頭する国民の意思党等の右派政党に配慮せざるを得ず、いくつかの職種におけるユダヤ人の比率を20%までに押さえる法律を制定した。しかしユダヤ人排斥を唱える国民の意思党の攻撃はやまず、ダラーニは1937年に国民の意思党を解散させた。
その後、1938年5月14日にイムレーディ・ベーラが首相となった。イムレーディもゲンベシュの政策を引き継ぎ、独伊への接近政策を強めた。右派の台頭は強まり、1939年2月、イムレーディの先祖がユダヤ人であることが暴露され、辞職に追い込まれた。跡を継いだテレキ・パール首相の元で6月に行われた総選挙では、国民の意思党が再結党した矢十字党が第二党へと躍進している。

#### チェコスロバキア問題
1938年、ドイツ人が多く住むチェコスロバキア西部のズデーテン地方をめぐる問題が発生した。ズデーテン・ドイツ人党が主張した自治要求は、やがてドイツによる併合要求へと変化していった。この危機に介入したイギリスのネヴィル・チェンバレン首相は、チェコスロバキア側からズデーテンを割譲させることで問題を解決しようとした。しかしかねてからスロバキアとカルパティア・ルテニアの奪回を狙っていたハンガリーはこの機に便乗し、チェコスロバキア政府にスロバキアとカルパティア・ルテニアの割譲を求めた。
これらの問題は9月30日にミュンヘン会談で討議され、ドイツはズデーテンを獲得し、ハンガリーの要求地域は住民投票によって解決することが定められた。しかしハンガリーはこれに不服であり、10月13日に軍を動員してチェコスロバキア政府に圧力を掛けた。このためドイツが仲介に入り、11月2日、ウィーンにおいてカルパティア・ルテニアとスロバキア南部をハンガリーに割譲する合意が出来た（第一次ウィーン裁定）。しかし両地域では民族運動が活発化し、チェコスロバキアからの割譲は行われなかった。
1939年3月14日、ドイツの援護を受けたヨゼフ・ティソがスロバキア共和国の独立を宣言した。同日、カルパティア・ルテニアでもカルパト・ウクライナ共和国が独立した。これを見たただちにハンガリーはカルパト・ウクライナに侵攻した。ハンガリー軍の脅威に対抗できないチェコスロバキア政府は、ドイツに救援を要請したが逆に恫喝され、ドイツへの併合を受け入れざるを得なかった（ベーメン・メーレン保護領）。
ハンガリー軍は3日でカルパト・ウクライナ全土を占領し、併合した。次の目標はスロバキア全土であり、3月23日にスロバキアに侵攻した（スロバキア・ハンガリー戦争）。しかしスロバキアを保護国化していたドイツの仲介によって停戦となり、ハンガリーは第一次ウィーン裁定で定められた南部スロバキアのみを獲得した。

### 第二次世界大戦

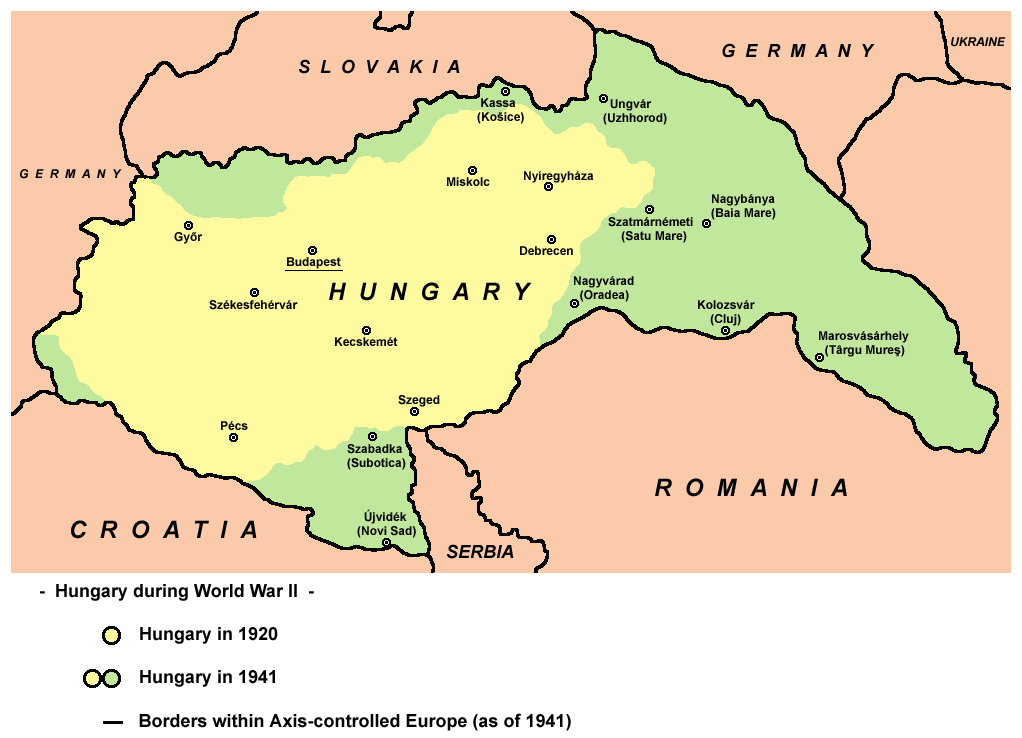
黄色が1920年当時の領土。黄緑が1941年までに獲得した領土

第二次世界大戦勃発後の1940年11月20日、ハンガリーは日独伊三国同盟に加入した。また12月にはテレキ・パール首相の働きかけでユーゴスラビア王国と友好条約を結び、枢軸国と接近させた。その甲斐もあり、ユーゴスラビアは1941年3月25日には三国同盟に加入した。しかし2日後ユーゴスラビアでクーデターが起こり、親独派の摂政パヴレ・カラジョルジェヴィチの政府が倒れた。これに激怒したヒトラーは独ソ戦の背後を固めるためにユーゴスラビアに侵攻する計画を立てた。ドイツはハンガリーに軍の通行権を要求し、代償としていくつかの領土を割譲することを約束した。ユーゴスラビアとドイツの板ばさみになったテレキ首相は侵攻に反対したが止められず、4月3日に自殺した。後継首相には右派のバールドッシ・ラースローが就任し、積極的な親独路線を推し進めた。ドイツ軍がユーゴスラビアを解体すると、ハンガリーは東部ヴォイヴォディナ、バラニャ、バチュカ、メジムリェ、プレクムリェを獲得し、占領下に置いた。
1941年6月22日、ドイツがバルバロッサ作戦を発動しソビエト連邦に侵攻した。ハンガリーはすぐに参戦することはなかったが、ドイツの圧力を受け続けていた。6月27日、ハンガリーは前日にスロバキアのコシツェがソ連軍によって空爆されたとして、ソ連に宣戦布告した。ただしこの空爆は、ドイツとハンガリーによる偽りの出来事であったという推測も唱えられている。
独ソ戦においてハンガリー軍は有力な同盟軍としてドイツ軍をサポートした。しかし戦局が悪化するとハンガリー軍の損耗も増し、特にスターリングラード攻防戦では、ハンガリー第2軍が壊滅するなどの大打撃を受けた。ホルティはドイツに失望し、ドイツと距離を取り始めた。まず1942年2月24日には矢十字党を禁止した。そして3月9日にはバールドッシを解任して保守派のカーロイ・ミクローシュを首相に据えた。カーロイは極秘に枢軸国からの離脱を検討し、イギリス・アメリカと交渉を行い始めた。
しかし、カーロイの接触を感知したドイツは1944年3月22日に『マルガレーテI作戦』を発動し、ハンガリー全土を占領下に置いた。カーロイは解任され、親独派のストーヤイ・デメが首相となった。ホルティは王宮に軟禁された状態となり、外部との接触を制限された。

### ホルティの退位

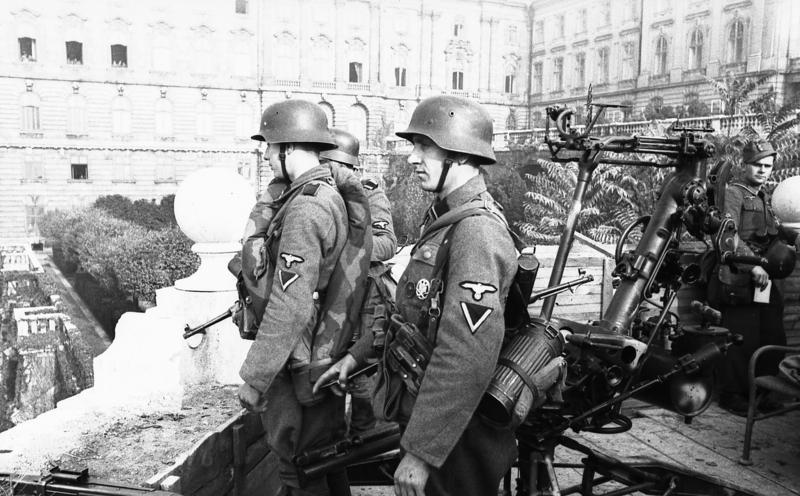
ブダ宮殿を占拠した武装親衛隊

しかし、ソ連軍がハンガリー国境地帯に迫ると、ホルティは再び連合国との講和交渉に動き出した。8月29日、ホルティはストーヤイを解任し、親英米派のラカトシュ・ゲーザを首相に据えた。9月9日、ソ連軍は要衝ズクラ峠を突破した。翌日の閣議でホルティは「戦争の継続は不可能になった。（連合国側に）休戦条件を打診する段階に到達した」と発言し、閣僚全員が同意した。9月15日、ホルティはイタリア駐屯のイギリス軍に使節を送り、和平交渉を申し入れたが、イギリスはソ連軍と交渉するべきだと伝達して拒否した。しかし、これらの行動はドイツ側に筒抜けであった。ヒトラーはホルティの排除と矢十字党によるハンガリー政府の掌握を決意し、クーデターの発動を準備した。10月8日、モスクワでハンガリー使節団はソ連外相モロトフと面会し、ドイツへの即時宣戦布告を条件とする休戦に合意した。
10月15日、ホルティの息子ホルティ・ミクローシュ（hu）がオットー・スコルツェニー率いる特殊部隊に拉致され、マウトハウゼン強制収容所に連行された。午後1時、ホルティの休戦宣言がラジオ局で放送されたが、ドイツ側からの最後通告を受けた参謀総長ヴェレシュ・ヤーノシュ大将により直後に休戦宣言の取り消しと矢十字党が政権を掌握した旨を宣言する放送がなされた。ブダペスト市内はバッハ＝ツェレウスキー親衛隊大将率いるドイツ軍と矢十字党員によって制圧され、ブダ宮殿も独軍部隊によって包囲された。ホルティは退位宣言への署名と矢十字党指導者サーラシ・フェレンツの首相および国民指導者への指名を強要された。
この際、ホルティはサーラシに対して「国を売り渡す者よ、私を（王宮前広場に）吊るす革紐は用意出来たかね?」と悪態を吐いたという。かねてより政敵ながらホルティを崇敬していたサーラシは激しく動揺し、ホルティの身の安全が保証されなければ、新政府の指導者に就き、国民の支持を得る事は困難であると駐ハンガリー・ドイツ大使エトムント・フェーゼンマイヤーに伝えた。フェーゼンマイヤーとルドルフ・ラーン元駐伊大使は10月16日午前4時、総統大本営に連絡し、ホルティが17日にサーラシを首相に任命した後に退位し、「休戦放送」を不問にする条件でドイツに「亡命」する許可を求めた旨を通報し、ドイツ総統アドルフ・ヒトラーはホルティの「亡命」許可と身の安全を保証する旨を回答した。10月17日午後4時30分頃、サーラシの首相任命と摂政退位を終えたホルティは家族とともに特別列車に乗り、表向きには「静養」という名目でブダペストを離れた。ホルティは後に「私は財産と祖国を捕虜にしてしまった」と嘆いた。

### 矢十字党政府
政権を握ったサーラシは国民統一政府の成立と自らの「国民指導者」就任を宣言し、ソ連軍との抗戦を続けた。1944年10月29日からブダペストに対する攻撃が始まった（ブダペスト包囲戦）。しかし1945年2月にブダペストは陥落、ハンガリー国内の大部分もソ連軍によって制圧され、矢十字党政府は西部国境地帯で抗戦を続けるにとどまった。1945年5月8日にドイツが降伏すると、矢十字党の政府も解散された。

### 臨時政府と王国の消滅
1944年12月21日、ソ連軍の支援の下、デブレツェンで暫定国民議会が開催され、ハンガリー共産党、独立小農業者党、国家農民党、ハンガリー社会民主党、ハンガリー民主党から成る230議席の議会が成立した。翌22日にハンガリー臨時国民政府と国家元首の権限を代行する高等国民評議会が樹立された。ハンガリー第1軍司令官であったダールノキ・ミクローシュ・ベーラが首相に選出され、臨時国民政府はソビエト連邦に承認された。ダールノキは矢十字党政権及びドイツ軍への協力者の逮捕・ソ連への引き渡し・財産没収を行い、1945年1月25日に人民裁判所を設置し、数十万人のハンガリー人が迫害を受けた。また、同年夏にはマリア・テレジア軍事勲章を廃止した。臨時政府においてハンガリーのほぼ全土を支配したソ連軍の影響力は強大であった。
終戦後の1945年9月、独立小農業者党のティルディ・ゾルターンが首相となった。11月、ハンガリー全土で行われた総選挙はカトリック政党の出馬が禁止されたものの、富農から中小農を支持基盤とする独立小農業者党が57%の票を得て、単独過半数を確保する第一党となった。それに対してラーコシ・マーチャーシュとゲレー・エルネー率いるハンガリー共産党は、わずかに17.4%の票を得たのみであった。しかし、ハンガリー駐在ソ連軍司令官クリメント・ヴォロシーロフは選挙前に民族独立戦線の維持がすでに合意されていたことを理由に小農業者党単独政府の成立を拒否したため、共産党からはラーコシが首相補佐となり、ライク・ラースローが内務大臣にするなど、共和党員を重要なポストにつける連立政府を成立させた。ラースローは内相任期中にハンガリー国家警察・国家保衛部（Magyar Államrendőrség Államvédelmi Osztálya、略称ÁVO）を設立し、共産党が政治警察の権力を手に入れた一方、ソ連は独立小農業者党と協調する動きを見せていた。国民議会では共和制導入が議決され、ティルディが大統領、ナジ・フェレンツが首相に指名された。
1946年2月1日、ハンガリー第二共和国が成立し、ハンガリー王国は消滅したが、ハンガリー第二共和国も1949年にはハンガリー勤労者党の一党独裁体制である社会主義国家ハンガリー人民共和国に取って代わられ、他の東欧諸国と同様にソ連の衛星国となった。

## 経済
第一次世界大戦の敗戦で莫大な賠償金を科せられたハンガリーは激しいインフレーションに見舞われた。ハンガリー・コロナの価値は暴落し、国内経済は不安定となった。このため1927年にはコロナに代わる通貨としてペンゲーが導入された。当時、ペンゲーは東ヨーロッパで最も安定した通貨とされた。しかし、1929年に発生した世界恐慌によって、ハンガリー経済は再び危機的な状態に見舞われた。
その後、世界恐慌から脱したドイツと関係を深めることで、ハンガリーの経済は立ち直りを見せた。以降1945年までハンガリーの経済はドイツに深く依存していくことになる。ドイツに依存しすぎた経済はドイツの降伏によって破綻し、臨時政府期には壊滅的なインフレーションが起こった。
1946年1月1日に「アドー・ペンゲー」（adópengő→「税の」ペンゲー）という納税に用途が限定された貨幣が発行され、同年の5月9日にはその価値を通常のペンゲーの下落幅にスライドさせる目的で法定通貨として認められた。しかし、通常のペンゲー貨の暴落が続く中、導入当初は前者と等価であったアドー・ペンゲーの価値は上昇を続け、最終的には1アドー・ペンゲーが2×1021（20垓）ペンゲー前後のレートで取引されるようになる。もっとも、このアドー・ペンゲーが優位に立つ事ができたのはあくまでも通常のペンゲーに対してのみであり、激しいインフレと減価に苦しんだ通貨である点では何ら変わる所がなかった。
結局、第二共和国下の1946年8月1日に新通貨フォリントが導入され、新旧両貨の交換比率は1フォリント=40穣ペンゲー (4×1029) に設定された。この通貨改革（デノミネーション）によりハンガリーの経済はようやく安定へと向かう事になる。

## 戦争犯罪
ハンガリー軍はトランシルヴァニアやユーゴスラビア占領地でいくつかの虐殺事件を起こしており、戦後の社会主義政権下では旧軍の関係者が訴追されている。例えば、ユーゴスラビア北部のノヴィ・サド村では、シャーンドル・ケピロ（Sandor Kepiro）憲兵大尉率いる部隊が2日間にわたって1000人以上のユダヤ人やセルビア人の住民を虐殺したこと等が知られている。

### ホロコースト

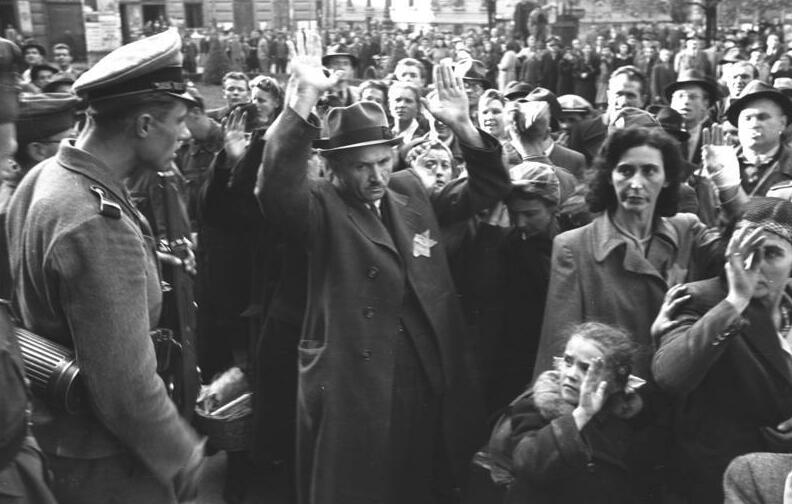
連行されるユダヤ人。1944年10月、ブダペスト

第二次大戦直前までハンガリーの反ユダヤ政策はドイツほど徹底したものではなかった。しかし1940年には若いユダヤ人男性に軍需工場での労役期間を義務づける法律が制定された。また1941年8月にはユダヤ人との結婚や性交渉を禁止する法律「第3のユダヤ人法」が出されている。
第二次世界大戦勃発後、ドイツはユダヤ人をドイツ国内に移送することを繰り返し要求した。しかし、ナチスによるユダヤ人政策に予てから批判的であったホルティはこれを断固として拒否し、ブダペスト駐在ドイツ大使を執務室へ呼び付け、「君等が我々から誘拐出来るユダヤ人は只の一人もいない。彼等は我々の良き友であり、王国国民である。私は摂政として国民を護る義務を負っている」と一喝している。
1941年7月にはカルパティア・ルテニアから18000人のユダヤ人がドイツ側に移送されている。また、1941年にウクライナで発生したカミャネチ＝ポジリシキィの虐殺では16000人のハンガリー系ユダヤ人が虐殺された。
マルガレーテI作戦後に政権を握ったストーヤイ首相は積極的なユダヤ人迫害を開始した。ドイツ国内と同じようにダビデの星の紋章をユダヤ人に身につけさせ、ユダヤ人商店を閉鎖してドイツ国内に移送させた。しかしハンガリー国内で移送されたユダヤ人が「処理」されている噂が強まり、1944年7月25日にはユダヤ人移送は中止された。しかしこの移送中止は、親衛隊全国指導者ヒムラーが、ハンガリーユダヤ人と武器を交換させる計画を立てていたためで、連合国側に拒否されている。
ホルティ失脚後の矢十字党政権下では、ユダヤ人狩りが本格化された。ドイツからアドルフ・アイヒマン親衛隊中佐が派遣され、ユダヤ人の収容所移送が本格化された。1941年の時点でハンガリー国内には80万人のユダヤ人がいたが、戦後には20万人となっている。この間のブダペストでユダヤ人を救出しようとした人物がスウェーデンの外交官ラウル・ワレンバーグである。ワレンバーグはユダヤ人にスウェーデンの保護証書を出すことで10万人のユダヤ人を救ったとされている。